# Momia de Guano

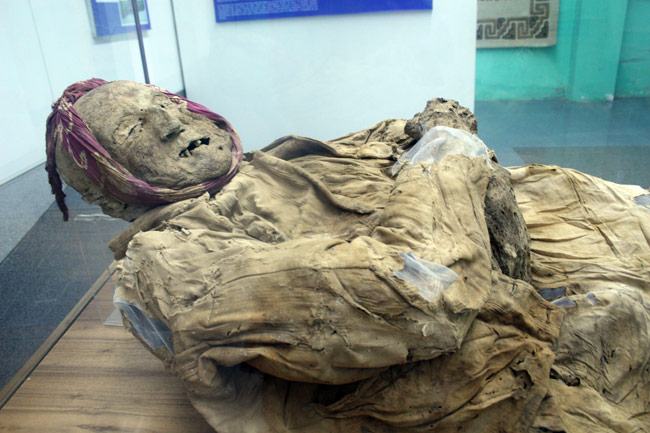
Momia de Guano

La Momia de Guano es un cuerpo momificado naturalmente que fue encontrado  por un grupo de trabajadores municipales durante las tareas de limpieza de escombros luego del terremoto de 1949, en el Cantón Guano en la provincia de Chimborazo. Es la única momia encontrada en Ecuador.

## Origen de la momia
Se creía que la momia pertenecía al monje franciscano Fray Lázaro de Santofimia, que fue el encargado de la iglesia y el convento de la orden religiosa La Asunción entre 1565 y 1572. Murió a la edad de entre 55 y 60 años, y su cuerpo fue sepultado en un ventanal falso de la nave central del templo del cual era capellán, tras el terremoto  de 1949, un grupo de empleados municipales encontró a la momia; junto a su cuerpo también se halló un pequeño ratón en el mismo estado. Ambos cuerpos se momificaron de manera natural, pues los líquidos corporales habían desaparecido por los efectos del cal rociada sobre el cuerpo al momento de su entierro.
Un pañuelo sujetaba la mandíbula inferior del fraile con un nudo de ambas puntas sobre su cabeza para evitar que se mantuviera abierta, aunque según algunos pobladores se trata de una costumbre impuesta por supersticiones locales.
Una vez desenterrada, la momia fue exhibida durante 50 años en la Biblioteca Municipal, donde la humedad de la época lluviosa y los hongos afectaron su preservación. En 2007, a través del Decreto de Emergencia del Patrimonio Cultural y a fin de dar cautela a la momia, se la trasladó a Quito para que una misión de restauradores trabajen en su preservación y se protegió en una urna hermética de cristal para evitar la contaminación.

## Estudios e investigaciones realizadas al cuerpo
En 2013 se realizó su primer estudio por parte de National Geographic para el documental La ruta de las momias, en donde los investigadores Jerry Conlogue, especialista en rayos X, y Ron Beckett, endoscopista, del Instituto Bioantropológico de la Universidad Quinnipiac de Connecticut, descartaron que la persona murió entre 70 u 80 años de edad, como se creía, sino entre los 55 y 60 años. Durante los trabajos de investigación se realizaron más de 60 radiografías, 1 endoscopia y análisis de carbono-14.
Con el resultado de carbono-14 se ubicó la existencia del momificado en fechas de 1735 y 1802. también se detectó deformaciones en dedos de manos y pies, típico de la poliartritis reumatoide, una enfermedad que presumiblemente empezó en el continente americano. Este es el caso más antiguo descubierto con esta enfermedad que llegó a Europa a través de los conquistadores españoles.
En 2019 se realizó un segundo estudio realizado por el Instituto Nacional de Patrimonio Cultural con la participación del investigador francés Philippe Charlier, en la cual se realizó Exámenes de ADN y análisis de los tejidos de la ropa. Con  los cual se demostró que la momia tenía ascendencia mestiza, y los tejidos de su ropa mostraron algunas costuras realizadas con máquinas, por lo que se demostró que la momia vivió cuando ya existía cierta industria textil.
Con las conclusiones del estudio se descartó que el cuerpo perteneciera al fraile Lázaro, quien vivió en los año 1500. Y que la persona a quien pertenecen estos restos humanos falleció por una infección masiva bucal que se extendió a la piel, sangre y cerebro, se desconoce la identidad de la momia.

## Museo de Guano
Luego de las primeras investigaciones de Nacional Geographic, se construyó un museo cerca de las ruinas de la iglesia en donde fue encontrado, con las condiciones necesarias para evitar la humedad y proteger a la momia. 
Las extremidades inferiores de la momia no lograron ser restauradas en su totalidad, debido a que fue exhibida de pie por más de 50 años, los tejidos que cubrían los huesos se deterioraron sin remedio.
En el museo también se exhiben otros hallazgos como tinajas, manuscritos y otros recipientes cerámicos también se encontraron en el antiguo emplazamiento de la iglesia tras el terremoto, pero no cerca de la tumba del fraile franciscano.